# Josep Franch
Josep Franch de Pablo (ur. 28 stycznia 1991 w Badalonie) – hiszpański koszykarz grający obecnie w UCAM Murcii.

## Osiągnięcia
- Mistrzostwa Europy U-16 w koszykówce mężczyzn - srebrny medal (2007)
- Mistrzostwa Europy U-20 w koszykówce mężczyzn - brązowy medal (2010)
- Mistrzostwa Europy U-20 w koszykówce mężczyzn - złoty medal (2011)
- Lider mistrzostw Europy U–20 w asystach (2011)